# 土井利徳
土井 利徳（どい としなり）は、三河刈谷藩の第2代藩主。刈谷藩土井家5代。

## 生涯
寛延元年（1748年）10月11日、陸奥仙台藩の第6代藩主・伊達宗村の三男として生まれる。母は側室の佐野氏（蓮台院）。幼名は藤三郎。伊達家時代の通称は淡路。
刈谷藩の初代藩主・土井利信の実子である栄丸・嘉伝次らが早世し、養子に迎えていた利徳の異母弟・利置も早世したため、明和3年（1766年）8月に利信の養子となる。明和4年（1767年）8月18日、利信が隠居したため家督を継ぎ、従五位下・山城守に叙位・任官する。
水戸徳川家や堀田正敦（実弟）らと交遊して文化活動や茶道などに専念したが、その反面で藩政を顧みず、領民からは藩政を行ない、文化活動への浪費を抑えるように嘆願されるほどであった。しかし態度は改まることなく、天明2年（1782年）には強訴を起こされている。これにより財政再建を中心とした藩政改革に取り組んだものの失敗し、失意のうちに天明7年（1787年）12月16日に家督を長男の利制に譲って隠居する。
その後は藩政に関与せず、松平定信や土井利厚（土井宗家当主）、溝口直道、横瀬貞臣、内藤正臣らと交際し、文化2年（1805年）1月23日には剃髪して宗鋪と号した。文化10年（1813年）8月17日、江戸で死去した。享年66。

## 系譜
父母
- 伊達宗村（実父）
- 佐野氏、蓮台院（実母） - 側室
- 土井利信（養父）

正室
- 利紀 - 松平忠宜の娘

子女
- 土井利制（長男） 生母は利紀
- 土井利謙（次男）
- 土井利央（三男）
- 土井利位（四男）
- 土井利以（五男）
- 信
- 久喜 - 神尾元喬室
- 登志
- 筍